# 倒錯
| ウィキペディアには「倒錯」という見出しの百科事典記事はありません（タイトルに「倒錯」を含むページの一覧/「倒錯」で始まるページの一覧）。 代わりにウィクショナリーのページ「倒錯」が役に立つかもしれません。 |